# Nejime Shōichi
Nejime Shōichi (ねじめ 正一, 祢寝 正一, né le 16 juin 1948) est un poète et romancier japonais,. Il quitte l'université Aoyama Gakuin tandis qu'il y étudie l'économie.

## Biographie
Encore à l'université d'Aoyama, il gère une petite boutique d'artisant appelée « Nejime Mingeiten ». Il est également membre d'une équipe de baseball connue sous le nom Fouls. En 1989, il remporte le prix Naoki pour son livre Koenji junjo shoten gai（高円寺純情商店街）, et en 1997, devient le premier champion de « Poetry Boxing ». 

### Romans
- Anthologies poétiques
- Negima Shoichi Shishu (anthologie de poésies de Negima Shoichi)
- Noumaku Menma
- Kōenji Junjo Shōtengai

### Essais
- I want to give the power of words
- The enigma of a Nagasaki home
- 200 lettres à Nagasaki
- Le bruxisme de Nejime

### Prix
- 1989 prix Naoki[2].